# Les Blessures assassines
Les Blessures assassines je francouzský hraný film z roku 2000, který režíroval Jean-Pierre Denis podle skutečných událostí. Snímek měl světovou premiéru 7. listopadu 2000.

## Děj
Christine a Léa jsou sestry s těžkou minulostí. Pan Lancelin je najme jako služebné. Špatný vliv matky dvou mladých sester je velmi škodlivý a situace se zhoršuje. Sestry se uzavřou a nakonec po 6 letech služby zavraždí paní Lancelinovou a její dceru.

## Obsazení
| Sylvie Testudová       | Christine Papin     |
| Julie-Marie Parmentier | Léa Papin           |
| Isabelle Renauld       | Clémence            |
| François Levantal      | muž otrávený plynem |
| Dominique Labourier    | paní Lancelin       |
| Jean-Gabriel Nordmann  | pan Lancelin        |
| Marie Donnio           | Geneviève Lancelin  |
| Tessa Szczeciniarz     | Christine jako dítě |
| Camille Leproust       | Léa jako dítě       |

## Ocenění
- César: nejslibnější herečka (Sylvie Testudová); nominace v kategoriích nejlepší režie (Jean-Pierre Denis), nejlepší film, nejslibnější herečka (Julie-Marie Parmentier)
- Filmový festival v Mar del Plata: nejlepší herečka (Julie-Marie Parmentier), nejlepšé režie (Jean-Pierre Denis)
- Mezinárodním filmovém festivalu v Mons: cena za nejlepší ženský herecký výkon (Sylvie Testud a Julie-Marie Parmentier)